# ProFTPD
ProFTPD (Abkürzung für Pro FTP Daemon) ist ein freier FTP-Server, der auf Unix-Betriebssystemen und Windows mit Cygwin läuft. Er gehört zu den am häufigsten verwendeten FTP-Servern unter Unix-Betriebssystemen.

## Geschichte
Die Idee zu dem FTP-Server kam den Entwicklern aufgrund der hohen Verbreitung von wu-ftpd, welcher aber wenig Features besaß. Diese nachträglich einzuarbeiten schien den Programmierern zu ineffizient, woraufhin sie ein eigenes Projekt starteten – den ProFTPD.

## Konfiguration
Der ProFTPD ist vielseitig über die Datei /etc/proftpd/proftpd.conf (bei früheren Systemen wie Ubuntu 6.10 über /etc/proftd.conf) konfigurierbar und ähnelt in der Konfiguration dem Webserver Apache. Unter anderem können auch virtuelle Server erstellt und verwaltet werden. Der Server kann als "standalone" oder per inetd gestartet werden. IPv6-Unterstützung ist ebenfalls vorhanden. Ein modularer Aufbau erlaubt SSL/TLS-Verschlüsselung, oder Erweiterungen wie LDAP oder SQL.

## GUI/Webschnittstellen (Auswahl)

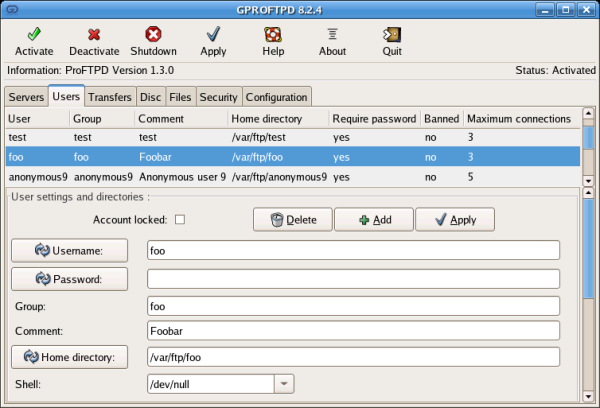
Screenshot der Benutzerverwaltung von GAdmin-ProFTPD 8.2.4

Die Bedienung des Programms ProFTPD erfolgt, wie die meisten Serverprogramme unter Unix/Linux, über die Kommandozeile. Es gibt jedoch eine Auswahl von Zusatzprogrammen, welche eine grafische Benutzeroberfläche (GUI) für ProFTPD bereitstellen. Der Sinn solcher grafischen Benutzeroberflächen ist es, die Konfiguration und die Bedienung des Servers sowie insbesondere das Monitoring der Geschehnisse auf dem Server bequemer und übersichtlicher zu gestalten. Eine Auswahl vorhandener GUIs für ProFTPD ist: 
- GAdmin-ProFTPD, ein GTK+ Frontend für GNOME und KDE, als Teil der GUI-Sammlung GAdmintools. GAdmin-ProFTPD muss jedoch nicht zwingend auf der Maschine installiert werden, auf der ProFTPD läuft, sondern kann via SSH auch entfernte Server fernsteuern.
- ProFTPD Admin
- ProFTPD PHP/MySQL administrations tool
- ProFTPD Administrator
- ProFTPd-Admin (php/mysql/self hostet)
- ProFTPd-Admin (php/mysql,self hosted), Fork mit Login

Anmerkung: Die Verwendung eines GUIs schließt die parallele Bedienung des Servers über die Kommandozeile nicht aus, ebenfalls können auch mehrere GUIs parallel betrieben werden.